# 고로케
고로케(일본어: コロッケ)는 프랑스의 크로켓(Croquette)을 일본에 들여가 일본식으로 변형시킨 식품이다. 일본인들은 고로케를 아주 즐겨 먹으며, 슈퍼마켓, 정육점 뿐만 아니라 "고로케 전문점"에서 고로케를 구입해 먹을 수 있다. 고로케는, 안에다가 감자를 많이 넣고, 야채(양파, 당근 등)을 조금 곁들여 넣고 나서 고기(돼지고기나 쇠고기)를 아주 조금 (5% 미만) 넣어 만든다. 사람들은 고로케를 돈카쓰 소스에 묻혀 먹기도 한다. 햄버거 패티처럼 납작한 형태의 고로케도 먹지만 원통형의 고로케도 먹는데, 원통형의 고로케가 프랑스 크로켓과 유사하다.
크림 고로케라는 것도 있는데, 이는 감자를 쓰는 일반 고로케와는 구별된다. 크림 고로케를 만들기 위해 새우나 게살이나 화이트 소스에 버무린 닭고기(라구)를 크로켓으로 만들기 전에 딴 곳에 두어 식히는데, 이는 빵을 입혀 튀기기 전에 속을 단단히 하기 위해서이다. 이것이 데워져 나오면 안쪽은 다 녹아 있어서 말랑말랑하다.
속에 고기가 들어가는 크로켓은 일본에서는 고로케로 부르지 않고 민스 커틀릿(일본어: めんち かつ)으로 부른다. 다진 고기 커틀릿의 준말이다.

## 역사

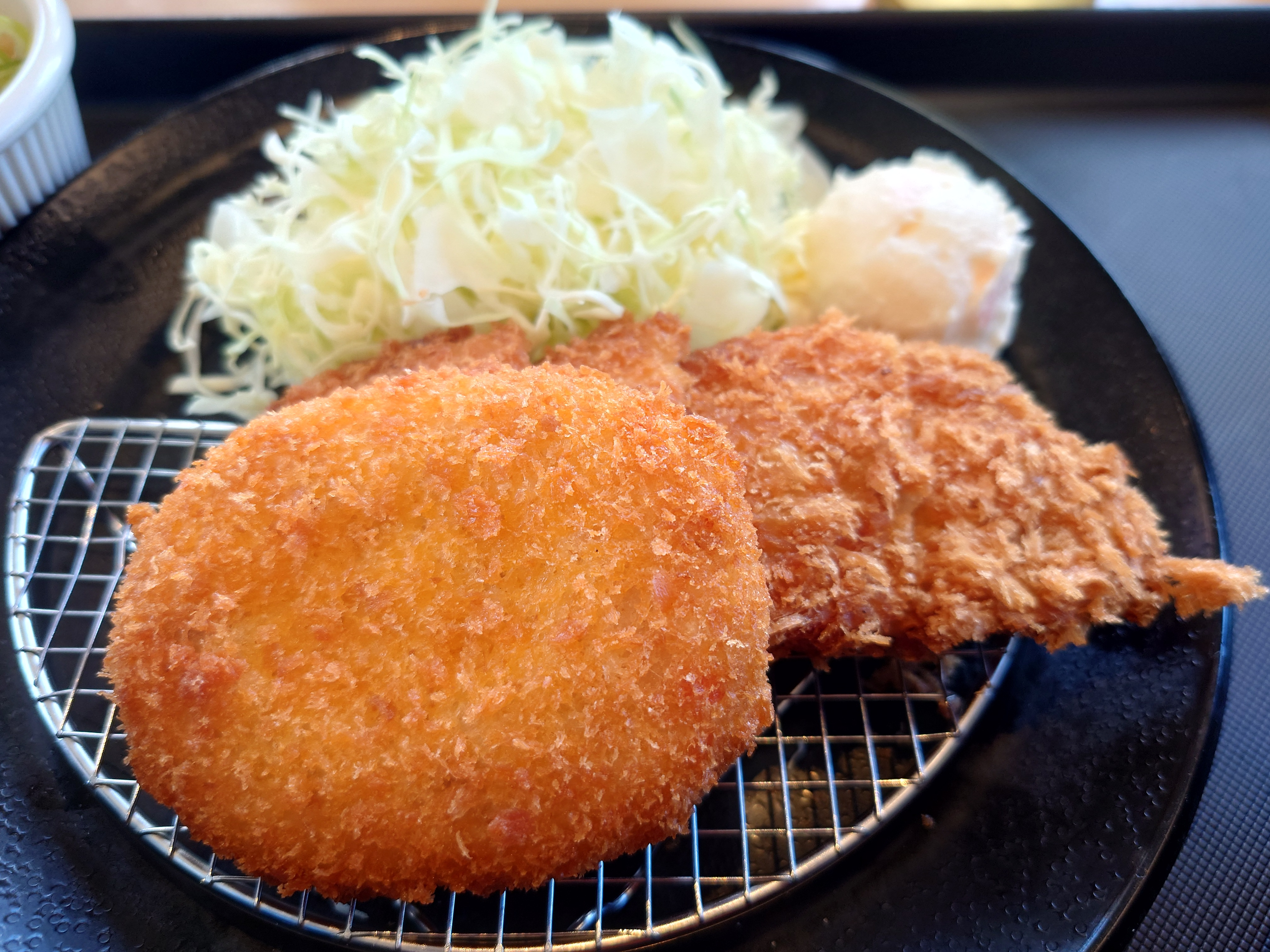
고로케 (앞) 및 돈가스

1887년, 프랑스 크로켓이 일본에 소개되었다. 당시 일본에서는 유제품 가공 기술이 대중화되지 않았기 때문에 으깬 감자를 사용하는 고로케가 발명된 것으로 생각된다. "쿠로켓토"에 대한 첫 언급은 메이지 시대의 요리책에서 나타난다.
고로케는 일본의 거의 모든 슈퍼마켓과 편의점에서 찾아볼 수 있으며 맛과 저렴한 가격으로 사랑받고 있다.
고로케는 2000년대에 태풍과 연관되기 시작했는데, 5채널의 한 사용자가 다가오는 태풍에 대비해 고로케를 먹는다고 말한 후 일본 소셜 미디어에서 지속되는 전통이 시작되었다.

## 종류

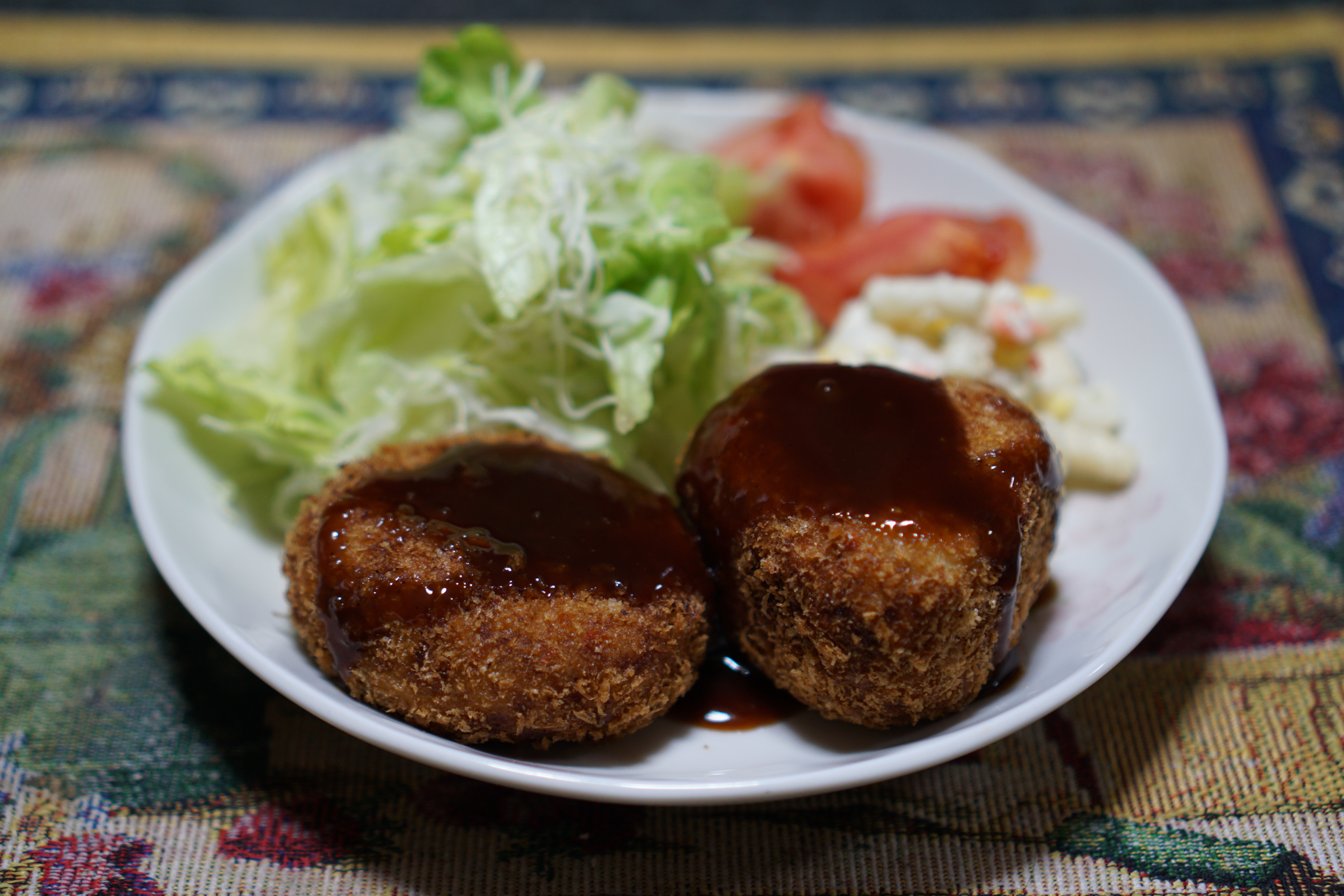
고로케와 샐러드

주재료나 혼합 재료에 따라 수많은 종류의 고로케가 있으며, 일반적으로 (재료) 고로케라고 불린다.
- 감자 고로케 - 감자를 사용하여 만든 고로케
- 고기 고로케 - 다진 고기와 감자로 만든 고로케.[2] 고기만으로 만들면 멘치카츠이다.
- 참치 고로케 - 참치가 들어간 고로케
- 야사이(채소) 고로케 - 혼합 채소가 들어간 고로케
- 카레 고로케 - 커리 맛 고로케
- 단호박 고로케 - 단호박을 사용하여 만든 고로케[4]
- 비지 고로케 - 비지를 사용하여 만든 고로케
- 크림 고로케 - 화이트 소스로 만든 고로케
- 그라탕 고로케 - 화이트 소스와 마카로니가 들어간 고로케

고로케는 때때로 종이에 싸서 판매된다. 다른 요리의 토핑으로 사용될 수도 있다. 빵 두 조각 사이에 끼워 넣으면 고로케빵(일본어로 빵은 '빵'을 의미), 또는 고로케 산도('샌드위치')라고 불린다. 그라코로는 일본 맥도날드에서 출시한 제품으로, 그라탕 고로케를 끼워 만든 것이다.

## 다른 음식에서의 활용
고로케는 벤또나 커리와 같은 식사의 일부로 자주 먹는다.

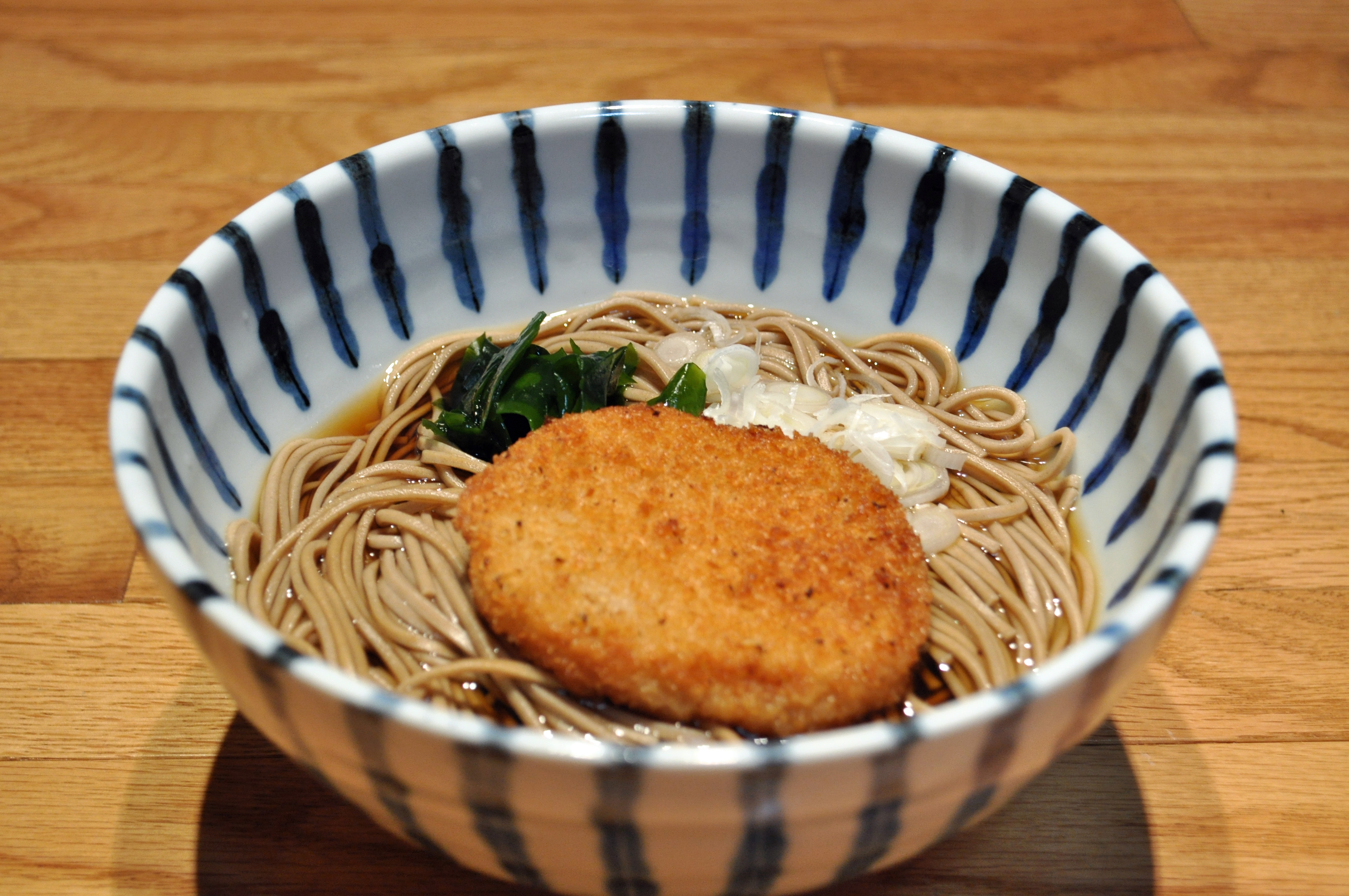
소바와 함께
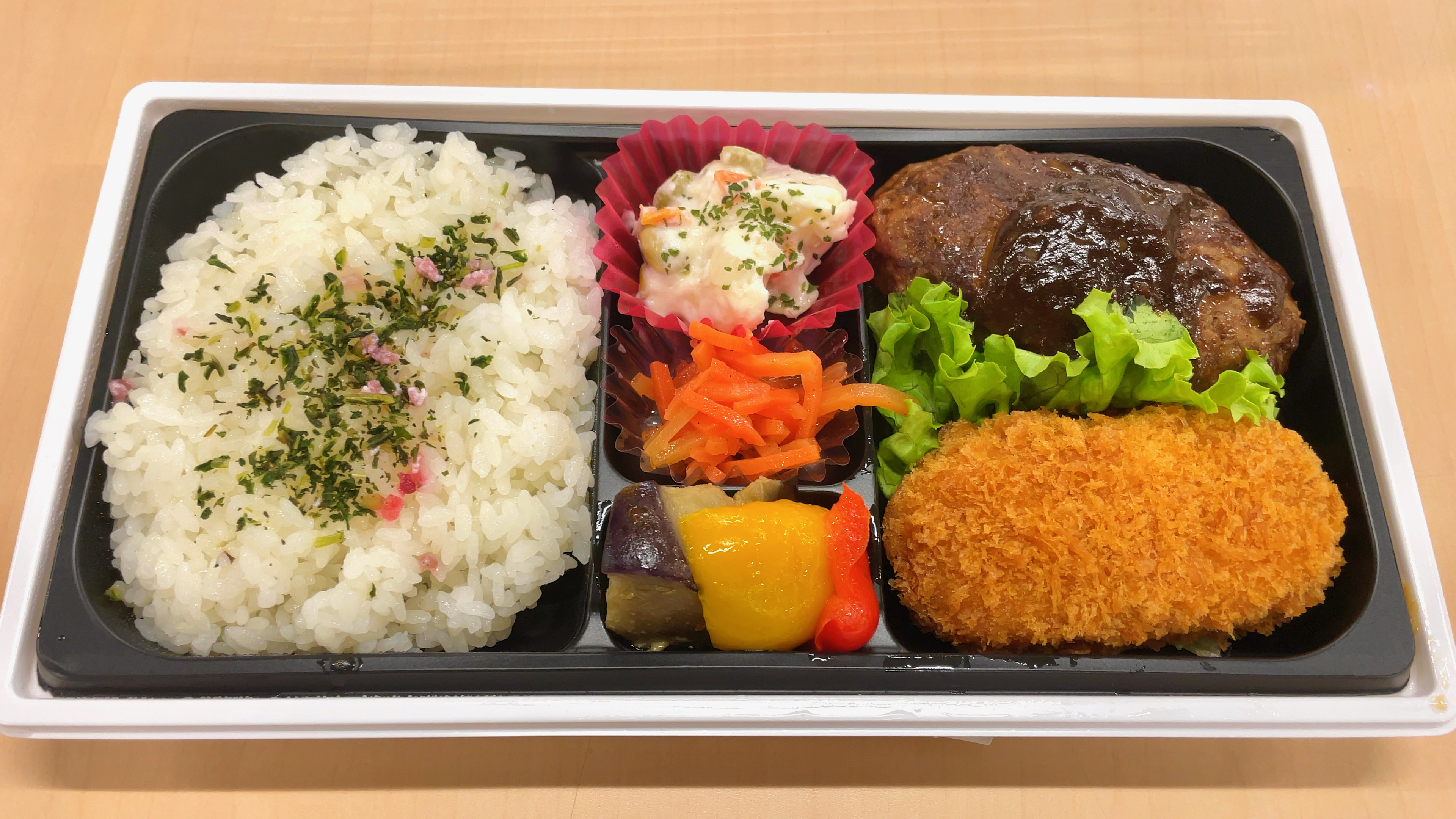
벤또 안에
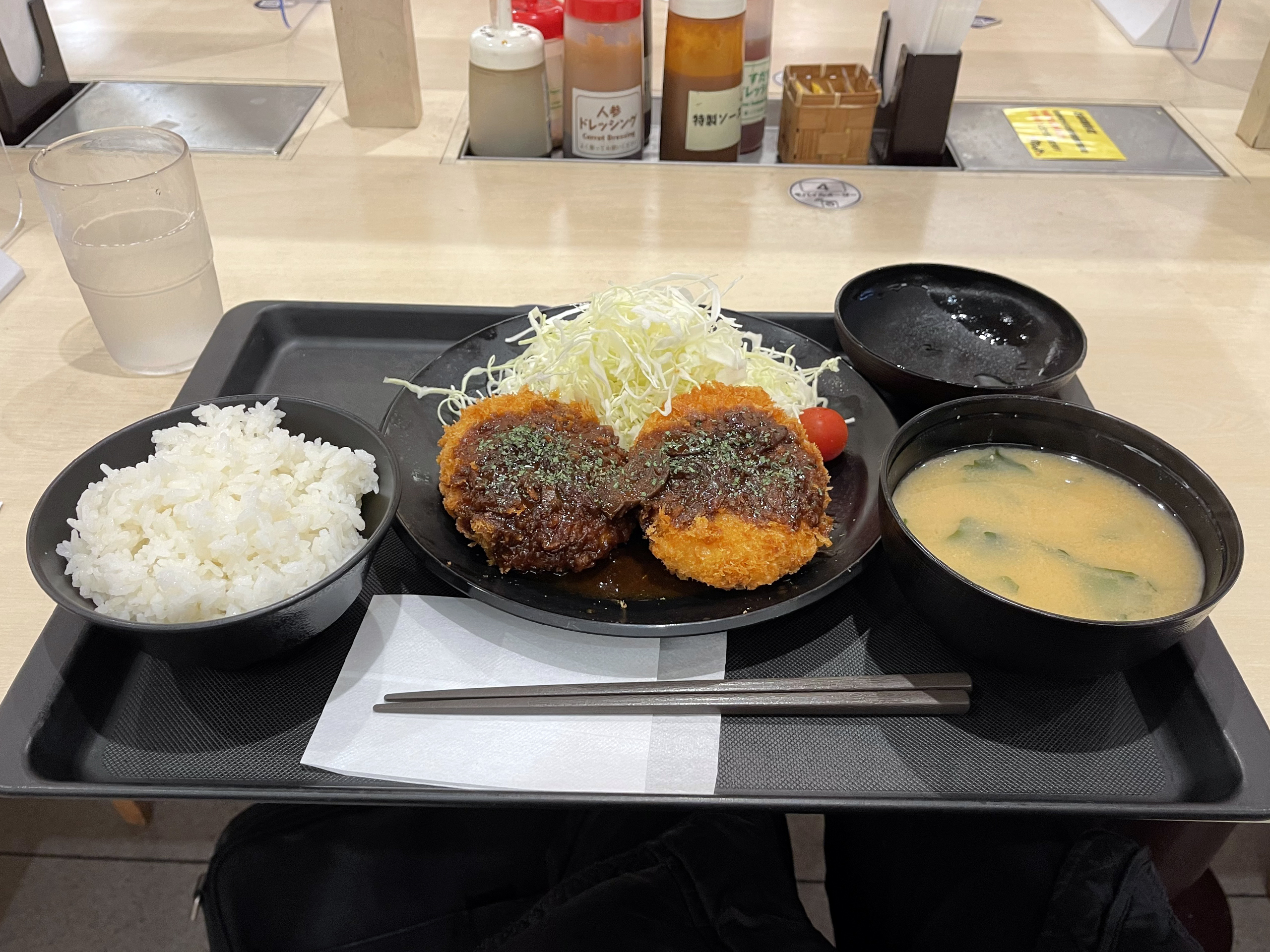
밥과 미소시루와 함께
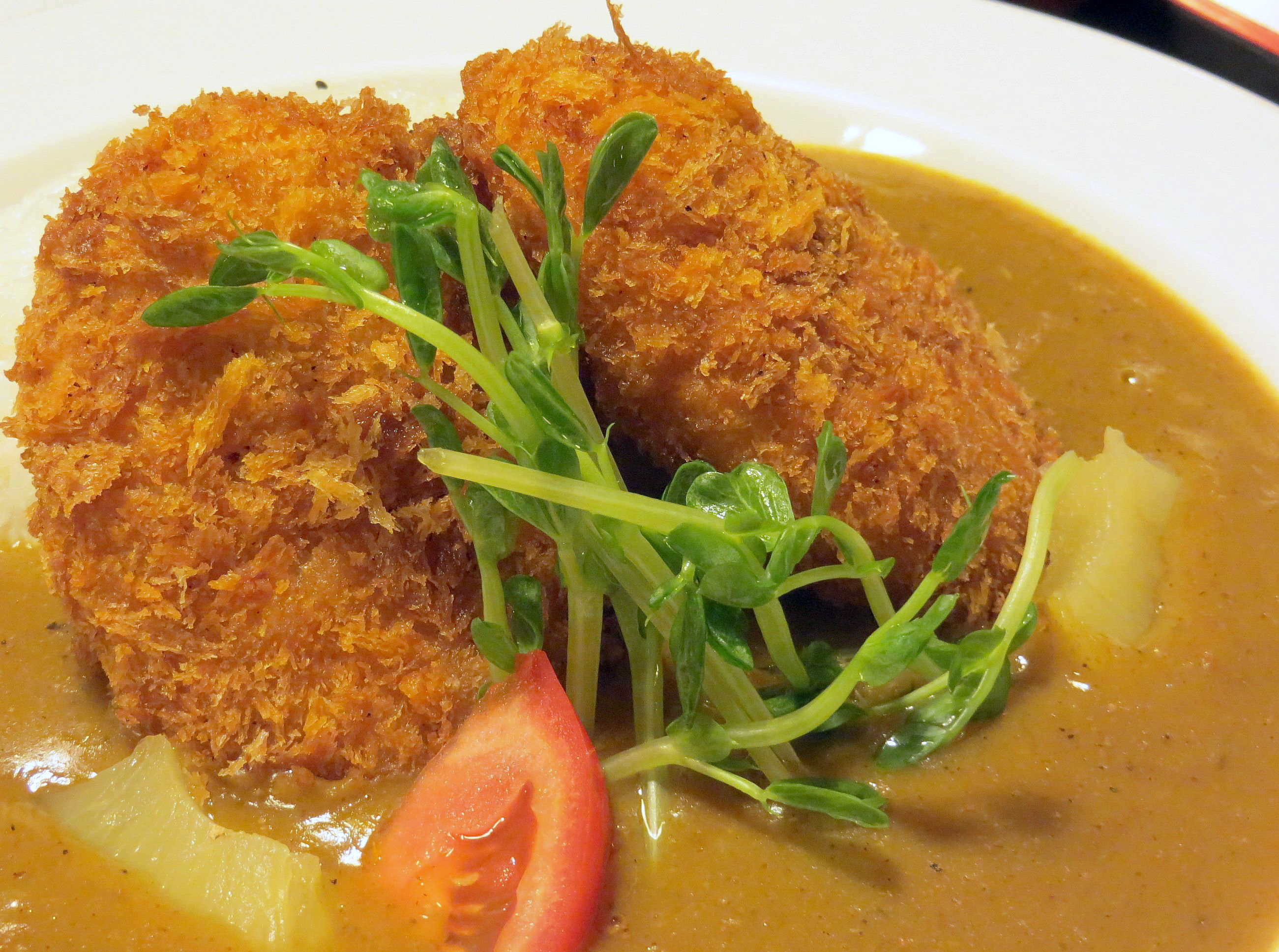
커리와 함께
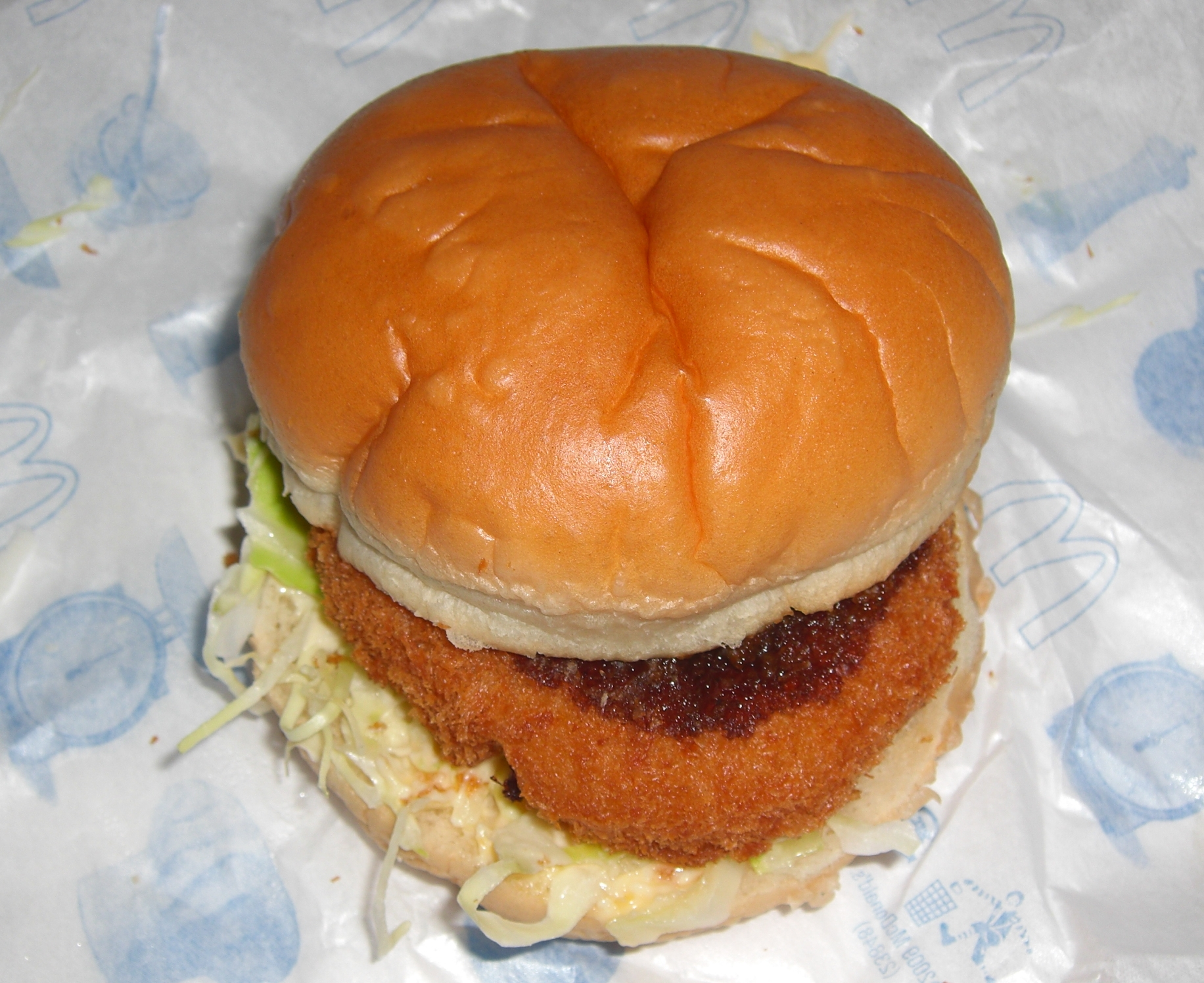
맥도날드 그라코로 버거
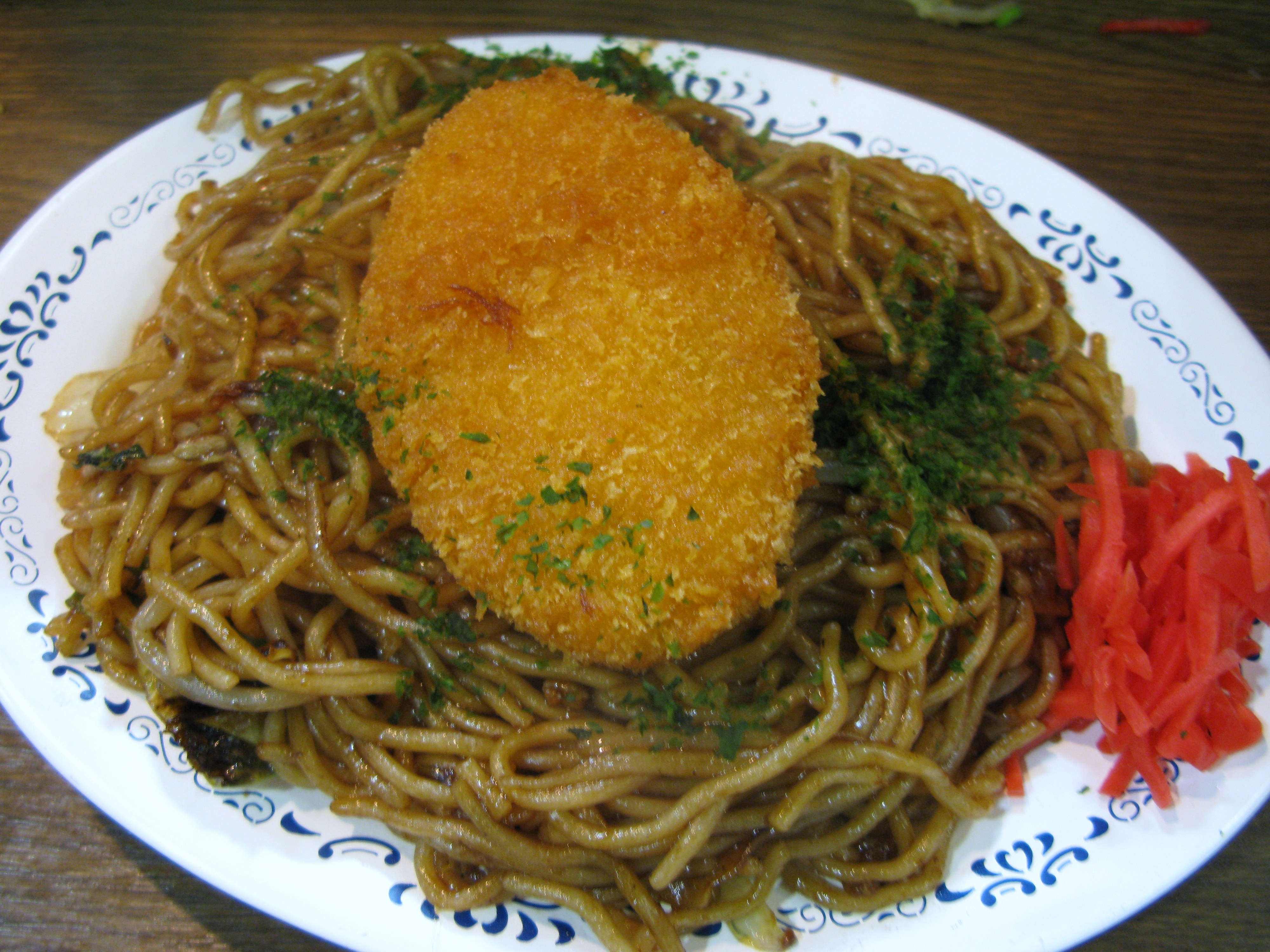
야키소바와 함께
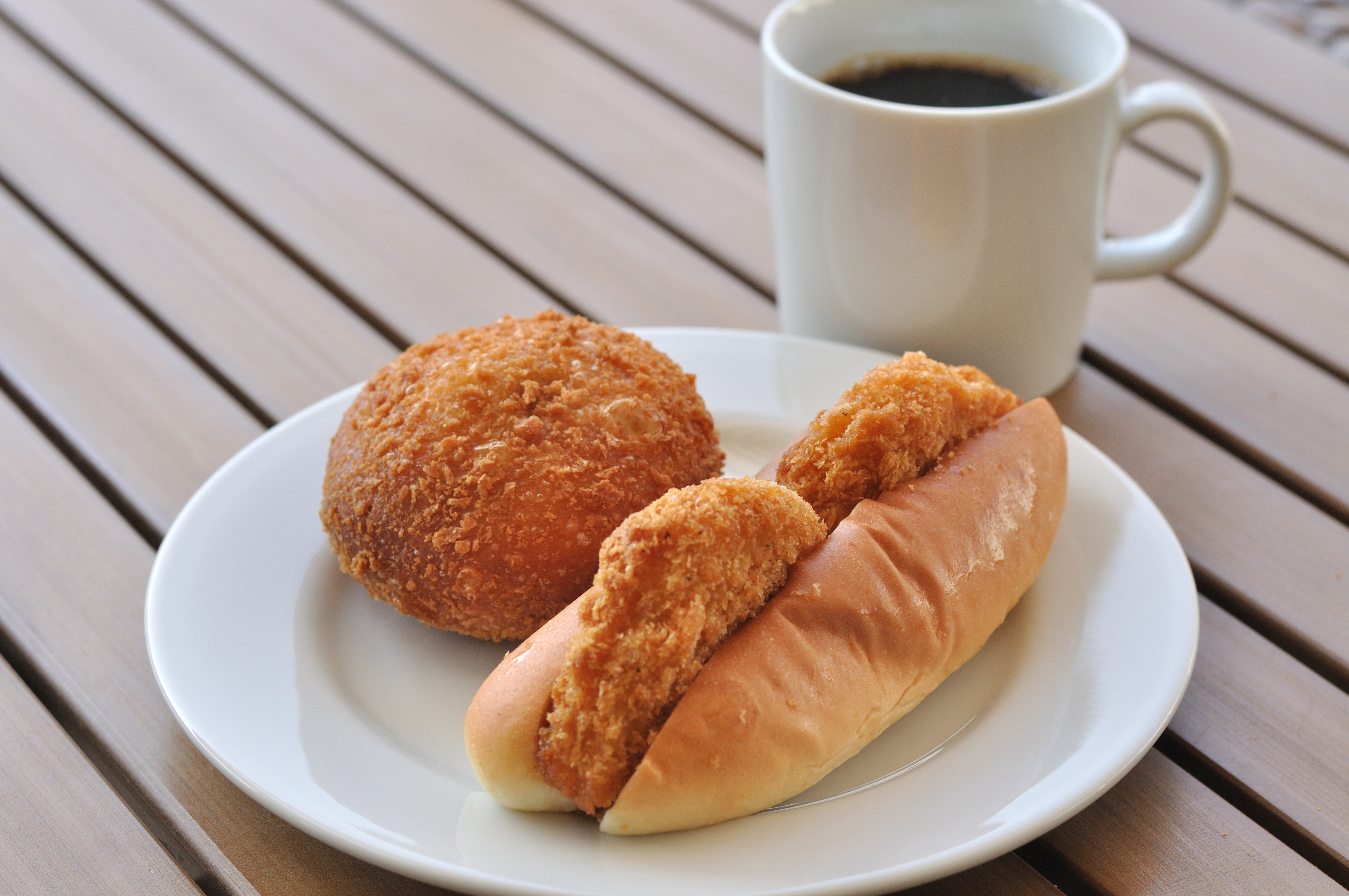
고로케빵

## 같이 보기
- 크로켓